# Дом Акчурина
Дом Акчу́рина — здание в Казани на перекрёстке улиц Кремлёвская и Мусы Джалиля, дом № 15/25. Памятник архитектуры республиканского значения. Построено в начале XIX века, в 1840 году перестроено архитектором М. П. Коринфским под доходный дом, где с того времени и до сего дня там располагается гостиница. Дом примечателен тем, что в нём останавливались видные деятели искусства и представители интеллигенции, например, Н. А. Некрасов, П. И. Мельников-Печерский, М. А. Балакирев, И. А. Гончаров, В. Г. Короленко, Н. В. Бугаев, М. С. Грушевский.

## История

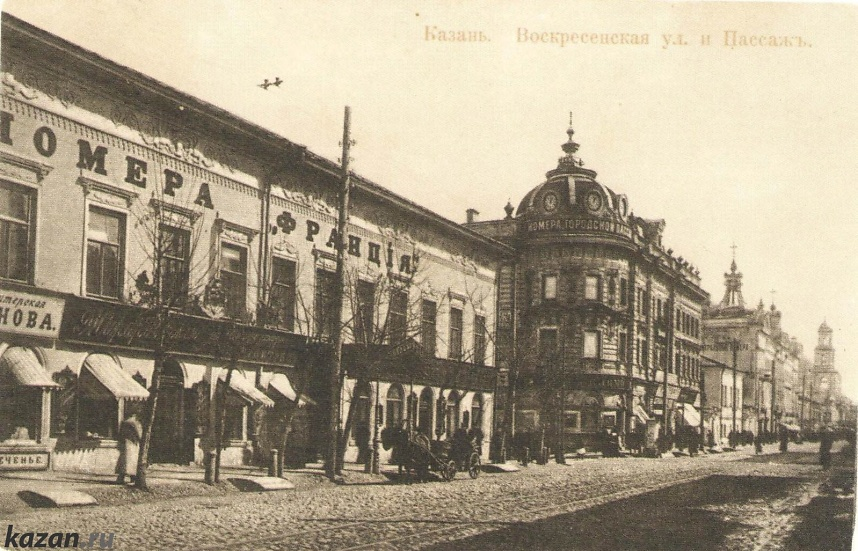
Номера «Франция», дореволюционное фото

Построен в первой половине или середине XIX века на углу улицы Воскресенской и Акчуринского переулка. Северная часть улицы с левой стороны в те времена представлялась преимущественно купеческой, была занята каменными домами в 2—3 этажа с многочисленными гостиницами и магазинами, имеющими громкие рекламные названия. Нижний этаж данного здания был отведён под торговые помещения, в верхнем этаже располагались жилые комнаты. Здание в качестве доходного дома принадлежало помещику А. Б. Акчурину, в котором кроме его комнат находились гостиница для проезжающих, «модный» магазин, парикмахерская, портновская и часовая мастерские.
В 1840 году дом был капитально перестроен архитектором М. П. Коринфским, который решил архитектуру здания с большим вкусом. К концу 1860-х годов там располагался «магазин чая, сахара, кофе и обоев различных сортов». К началу 1900-х годов дом принадлежал М. И. Хохряковой, на верхнем этаже располагались номера «Франция», на нижнем — ряд магазинов, в том числе известная на весь город кондитерская Антонова. Также в здании имелись различные фотографические заведения и мастерские.
Виды дома Акчурина помещались на старинных казанских поздравительных открытках, номера считались одними из лучших и роскошных в Казани, в них останавливались многие известные гости города. Так, весной 1846 года здесь несколько дней проживал поэт Н. А. Некрасов вместе с И. И. Панаевым и А. Я. Панаевой — то, как провели они это время в Казани, осталось неизвестным. Летом 1851 года там останавливался литератор П. И. Мельников-Печерский, проезжавший по маршруту царя Ивана IV Грозного в его походе на Казань. Параллельно, как «чиновник особых поручений» на государственной службе, Мельников-Печерский занимался в Казани «искоренением раскола», участвовал в разорении молелен и изъёме церковных ценностей у старообрядцев. В начале 1850-х годов во время учёбы в Казанском университете будущий композитор М. А. Балакирев жил в номерах Акчурина, которые его товарищ по учёбе П. Д. Боборыкин описал в романе «В путь-дорогу» под названием «чекчуринской казармы».
Дом г-жи Чекчуриной обладал весьма приличной наружностью и по величине принадлежал к числу домов капитальных. Выкрашен он был в голубовато-серый цвет, в бель-этаже помещался дагеротип и немецкая гостиница, внизу разостлал на весь дом свою вывеску портной Мельников. […] Со двора дом Чекчуриной принимал совсем другой вид. Вместо двух в нём оказывалось три этажа, и вдоль каждого шла галерея и галдарейка. Все эти галдарейки и самыя стены были ужасно грязны; лестницы не уступали галдарейкам, и воздух заставлял каждого входящаго значительно морщиться; а на дворе нечистота разыгралась в самых ярких красках. Население Чекчуринского дома с задней стороны было разнокалиберно и безпокойно. В двух нижних этажах — мастеровые, заезжие офицеры, разные тёмные господа, являющиеся домой только ночевать. Верхняя галдарейка была исключительным достоянием студентов, вперемежку с девицами.Боборыкин о номерах Акчурина.
В феврале 1855 года несколько дней в номерах прожил писатель И. А. Гончаров, приехавший из Симбирска и возвращавшийся из кругосветного плавания на фрегате «Паллада». В конце 1880-х годов в номерах неоднократно жил писатель В. Г. Короленко, сотрудничавший в казанской газете «Волжский вестник», редакция которой находилась неподалёку в Александровском пассаже. В конце 1890-х — начале 1900-х годов там также неоднократно жил математик и философ Н. В. Бугаев. В конце 1906 года в номерах проездом из Санкт-Петербурга в Тобольск считанные дни прожил Г. А. Распутин. В сентябре 1915 года в номерах останавливался профессор Львовского университета М. С. Грушевский, высланный из Киева в Симбирск как «пропагандист украинского сепаратизма», и оттуда переведённый в Казань, где прожил в общей сложности в различных местах до сентября 1916 года.
В этой гостинице я занял очень недурной номер из двух небольших комнат. Номер ходит по 2 р. 50 к. в день, но в виду того, что я простою долго, обещают брать по два рубля. Обед в этих номерах прекрасный, 85 коп. за 4 блюда, великолепно изготовленных. Самовар 10 коп. и за 10 копеек дают пока порядочный молочник сливок очень хороших. В Москве у нас таких сливок добыть трудно.Бугаев о номерах «Франция», 1897 год.

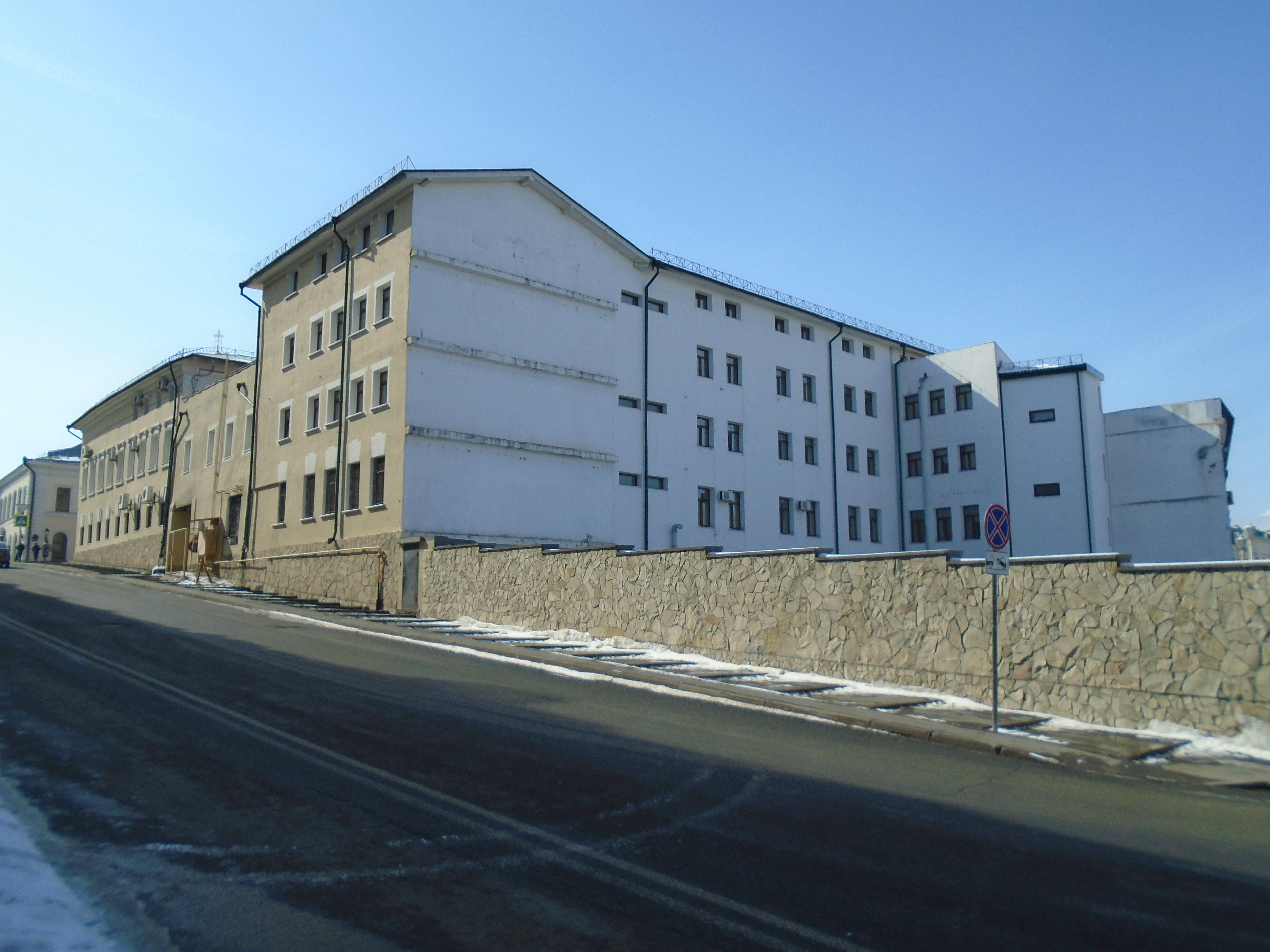
Фасад со стороны ул. Дзержинского, 2022 год

Номера находились в доме Акчурина до революции, затем его назначение поменялось. К 1970-м годам на втором этаже размещалось управление «Татплодовощпрома», а на первом — фирменный магазин. В 1977 году фасад дома, выходящий на улицу Дзержинского к Чёрному озеру, рухнул в результате карстового провала вместе с частью Александровского пассажа.
В 1981 году постановлением совета министров Татарской АССР дом Акчурина был признан памятником архитектуры регионального значения. В 1990-х годах там был устроен комиссионный магазин, а затем здание было закрыто на реконструкцию. В ходе реконструкции был заново залит фундамент, а также восстановлены и укреплены все несущие стены. Ныне в здании также располагается гостиница, открытая обосновавшимся в Казани итальянцем и названная по своему имени — «Джузеппе», а также одноимённый ресторан и одна из старейших казанских пиццерий, кроме того — туристско-информационный центр Казани и магазин сувениров. Гостиница «Джузеппе» считается одной из самых комфортабельных в Казани, содержит 60 номеров, обставленных роскошно по европейским стандартам.
В 2006 году на здании дома Акчурина была открыта мемориальная доска Грушевскому, которого первый заместитель премьер-министра Республики Татарстан Р. Ф. Муратов назвал одним из наиболее замечательных людей, некогда живших в Казани, указав, что «Татарстан и Украину с давних пор связывали дружественные отношения» и «есть ещё один повод отметить, что дружба, взаимопонимание между двумя республиками не ослабевает по сей день». Автором доски выступил скульптор М. М. Гасимов, там размещался барельеф Грушевского с надписью на трёх языках — татарском, русском и украинском: «В этом доме в 1915 году жил президент Украинской Народной Республики Михаил Грушевский». По отзывам искусствоведов, данная доска привлекала внимание качеством своего исполнения, в отличие от некоторых иных, размещённых на казанских зданиях. После обострения российско-украинских отношений в 2022 году доску демонтировали, когда к ней стали возлагать цветы. В мэрии Казани ответили, что у них «есть позиция», но при этом на дальнейшие вопросы отвечать отказались, тогда как в татарстанском отделении Всероссийского общества охраны памятников истории и культуры заявили, что причиной демонтажа доски была «может, деятельность ремонтная», однако в отеле «Джузеппе» отметили, что никаких работ не проводили. По оценкам журналистов, причиной демонтажа доски спустя 15 лет после её установки стала «неудобность» Грушевского, а также возникший вокруг его фигуры стихийный мемориал.

## Архитектура

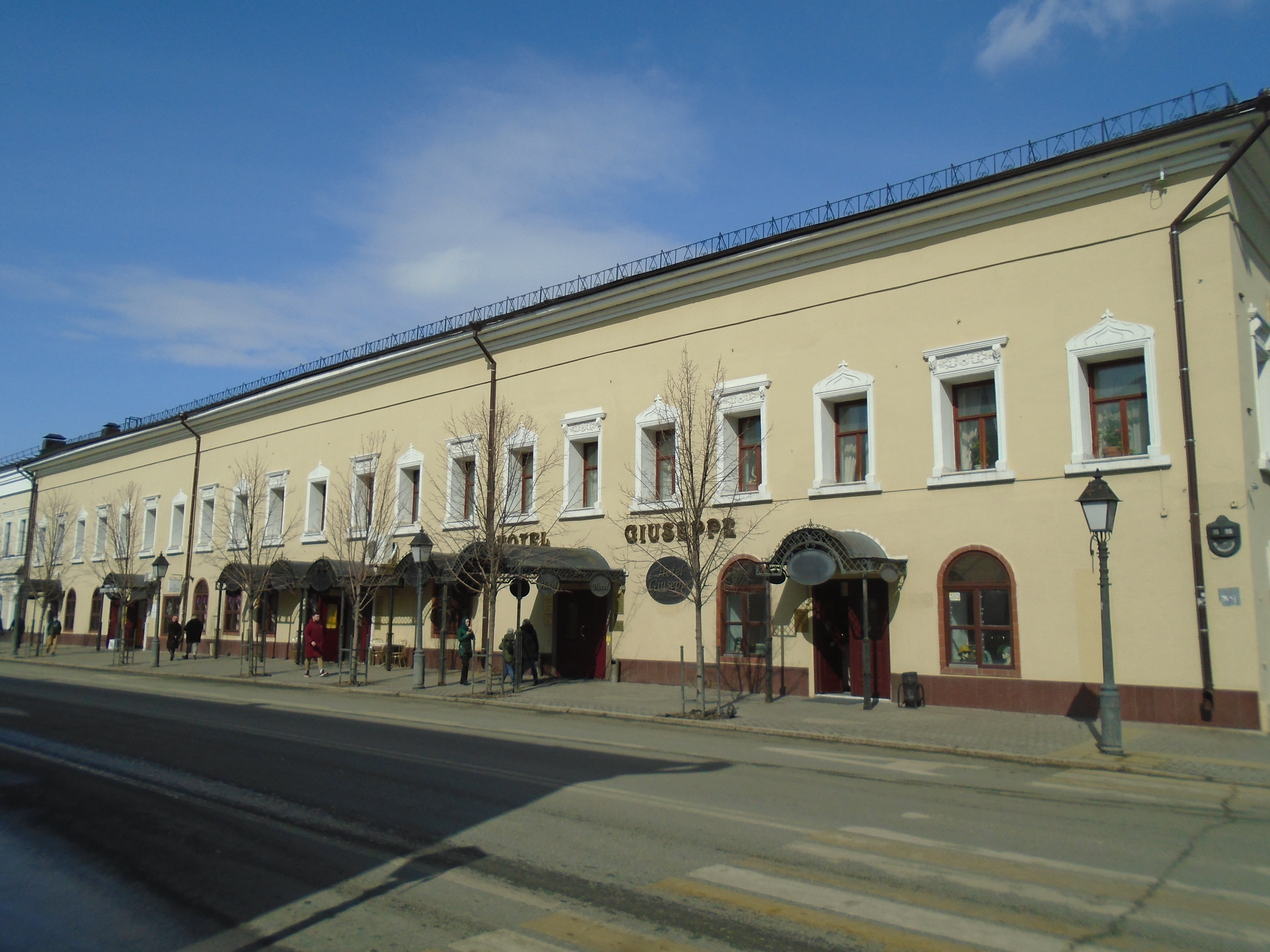
Дом Акчурина, 2022 год

Располагается на перекрёстке Кремлёвской улицы и улицы Мусы Джалиля, дом № 15/25. Дом Акчурина представляет собой образчик большого городского здания первой половины XIX века, частично использовавшегося владельцами для получения дохода. По своему плану двухэтажное здание имеет Г-образный вид с выступом со стороны двора. Первый этаж представляет собой торговые залы с анфиладами, обращёнными в сторону улицы и главного фасада, тогда как складские помещения выходят окнами во двор. Второй этаж образован по принципу коридорной системы с двусторонним размещением жилых комнат. На южном и восточном фасадах арочные проёмы первого этажа обрамлены профилированными наличниками. Окна второго этажа, как на южном, так и на восточном фасаде, завершены сандриками и снизу украшены декоративной лепниной. При этом, семь средних окон южного фасада отличаются декором от других. Данные детали фасада дома обладают художественными достоинствами, будучи выполненными в стиле позднего классицизма. Оба фасада заканчиваются антаблементом с ярко выраженным фризом, со стороны улицы имевшим сложный лепной декор, в частности, с волютами и изображениями грифонов. В 1940-х годах искусствовед П. М. Дульский отмечал, что многое из украшений дома разрушилось, в том числе наличники и потеряна была скульптура «Ампир». К 1970-х годам здание совершенно утратило свой оригинальный облик, лишилось многих архитектурных деталей, однако указывалось, что благодаря сохранившимся чертежам и фотографиям XIX века «есть возможность вернуть этому своеобразному памятнику архитектуры первоначальный вид».